# Пшемислав Салета
Пшемислав Салета (7 березня 1968, Вроцлав) — польський боксер-професіонал, чемпіон Польщі, чемпіон Європи EBU у важкій ваговій категорії, кікбоксер, чемпіон світу у кікбоксингу.
2007 року підписав контракт з організацією Змішаних бойових мистецтв. Провів два бої - перший програв Мартіну Малхасяну, у другому переміг Марціна Наймана.

## Кар'єра у кікбоксингу
- Чемпіонат світу (1990)
- Чемпіонат Європи (1990)

## Кар'єра у професійному боксі
- Інтерконтинентальний чемпіонат WBC (1994)
- Інтерконтинентальний чемпіонат IBO (1999)
- Чемпіонат Польщі (2001)
- Чемпіонат Європи EBU (2002)